# Machina/The Machines of God
Machina/The Machines of God es el quinto álbum de estudio de la banda de rock alternativo estadounidense The Smashing Pumpkins. Se lanzó el 29 de febrero de 2000, por medio de la compañía discográfica Virgin Records, en formato CD, casete y LP.
Al igual que con su predecesor Adore, Machina representaba un cambio de imagen radical y un cambio de sonido de la banda, pero al igual que Adore este nuevo álbum no estuvo exceptos de polémicas, dificultades de promoción del mismo, discusiones entre los integrantes y nueva formación de la banda, con Jimmy Chamberlin devuelta a la batería y con la bajista Melissa Auf der Maur de Hole como nuevos integrantes. Este álbum está marcado por la separación de la banda a finales del año 2000, posteriormente Smashing Pumpkins volvió a reunirse en el 2006.
Una versión remasterizada y expandida del álbum será lanzado en CD y vinilo como parte del proyecto de la banda para volver a emitir su catálogo de 1991 al 2000.

## Antecedentes
Después de la gira de Adore, que terminó en el segundo semestre de 1998, el cantante y guitarrista Billy Corgan de inmediato comenzó a trabajar en el nuevo material, la idea inicial de Corgan era un largo álbum conceptual con un tipo muy diferente de registro de sonido. A principios de 1999, la banda sorprendió a los fanes por el reencuentro con Jimmy Chamberlin, quien se reintegró al grupo tras rehabilitarse de su adicción a las drogas. Sin embargo, nuevamente el cuarteto se rompe, ya que en septiembre del mismo añoD'arcy Wretzky abandonó el grupo antes de finalizar las grabaciones del álbum en proceso. Uno de los rumores en aquel entonces era que James Iha habría grabado la guitarra y el bajo de varios de los temas en proceso, dejando a fuera de las grabaciones a D'arcy; aunque los motivos de su renuncia nunca han sido aclarados por la agrupación.
Corgan conocía a Melissa Auf der Maur, la bajista de Hole, a la cual invitó a participar en la gira promocional Sacred and Profane. Adicionalmente, apareció en los videos musicales de los sencillos promocionales del álbum.

## Machina y los sencillos
Corgan presentó Machina para Virgin Records como un álbum doble, pero el sello discográfico no estaba interesado en el lanzamiento de un álbum doble a continuación del disco Adore, debido a la falta de éxito comercial de este mismo. Machina fue lanzado como un solo álbum el 29 de febrero de 2000, y debutó en el número tres en las listas de Billboard. El disco sale a la venta con excelentes críticas, más accesible que su antecesor, y vendiendo 165.000 copias en su primera semana en Estados Unidos, pero las ventas disminuyeron sesenta por ciento en la segunda semana, y continuó bajando, al poco tiempo se desmorona en las listas, vendiendo menos que Adore.
Billy Corgan, en 2008, resumió el fracaso del álbum:
" Creo que la combinación de la banda de romper durante las grabaciones del disco, D'arcy dejara la banda ... y Korn era enorme en ese momento, Limp Bizkit era enorme en ese momento, por lo que el álbum no fue lo suficientemente pesado. No era suficiente alternativa, que era una especie de debate entre las grietas. Y fue un disco conceptual, que nadie entendía. Así que la combinación de esos elementos fue un asesino profesional... " 
Un video fue hecho para la canción "Stand Inside Your Love", como el primer sencillo planificado, a finales de 1999, pero en el último minuto, "The Everlasting Gaze" se publicó como primer sencillo promocional del álbum en diciembre de 1999. La canción "Stand Inside Your Love" fue lanzado como el primer sencillo disponible en el mercado el 21 de enero de 2000. El segundo sencillo del álbum fue la canción "Try, Try, Try" fue lanzado el 11 de septiembre de 2000. Posteriormente la canción "I of the Mourning" también fue lanzado como sencillo promocional y fue puesto al aire en estaciones de radio de manera limitada. Mientras la canción "Heavy Metal Machine" se publicó como un casete de promoción, pero no fue distribuido a las estaciones de radio.

## Lista de canciones
Todas las canciones fueron escritas por Billy Corgan.
1. «The Everlasting Gaze» – 4:00
2. «Raindrops + Sunshowers» – 4:39
3. «Stand Inside Your Love» – 4:14
4. «I of the Mourning» – 4:37
5. «The Sacred and Profane» – 4:22
6. «Try, Try, Try» – 5:09
7. «Heavy Metal Machine» – 5:52
8. «This Time» – 4:43
9. «The Imploding Voice» – 4:24
10. «Glass and the Ghost Children» – 9:56
11. «Wound» – 3:58
12. «The Crying Tree of Mercury» – 3:43
13. «With Every Light» – 3:56
14. «Blue Skies Bring Tears» – 5:45
15. «Age of Innocence» – 3:55

## Secuela de Machina y Separación
En una entrevista en vivo en la radio KROQ en mayo de 2000, Billy Corgan anunció la decisión del grupo de disolverse al final del año, añadiendo para ello fechas adicionales en la gira que promocionaban el álbum Machina que realizaban en esos momentos. Smashing Pumpkins lanza en septiembre de ese mismo año, el último disco de la banda, Machina II/The Friends & Enemies of Modern Music, el que correspondería a la segunda parte del disco de Machina. Solamente fueron repartidas veinticinco copias entre los amigos del grupo, con el permiso de distribuir libremente el contenido en internet, todo radicó ante la negativa de Virgin Records de publicar un álbum doble de Machina, ante las bajas ventas del mismo Machina y Adore.
The Smashing Pumpkins realizó el 2 de diciembre de 2000 su último concierto en Cabaret Metro, el mismo local donde comenzó su carrera doce años atrás. Para la ocasión tocó Melissa Auf der Maur, en reemplazo de D'arcy Wretzky quien no quiso participar.
Posteriormente en 2006 Billy Corgan y Jimmy Chamberlin vuelven a revivir a la banda con otros nuevos integrantes.

## Reedición en espera
El álbum estaba programado para ser reeditado en CD y vinilo en 2015, pero el proyecto no logró estar listo y se esperaba que en el 2016 saliera a la luz. Esta vez será relanzado como un álbum doble con el material de Machina II como estaba previsto en un principio. Flood quien era el coproductor original participará con un remix completo de todo el material y la secuencia en su orden original, como un álbum conceptual de dos discos.
La banda comenzó su proyecto para volver a emitir en versión remasterizada y expandida de su catálogo de 1991 al 2000. En 2014 fue lanzada la reedición de Adore, y se esperaba que entre 2015 y 2016 se lanzara la reedición de Machina, pero actualmente aun sigue en espera del lanzamiento de la reedición de este álbum.